# パラオ高校
パラオ高校（英語: Palau High School、略称: PHS）は、パラオのコロール州コロールにある高等学校である。1962年にパラオで最初に設立され開校した、パラオ唯一の公立高校である。WASC（米国西部地域私立学校大学協会、英語：Western Association of Schools and Colleges）の認定を受けている国内唯一の高校でもある。 

## 沿革
太平洋戦争下の1944年にアメリカが日本からパラオ諸島を奪取し、1946年にはアメリカ合衆国海軍省が学校制度を整えた。日本軍が残した建物を利用して1-6年生までの小学校を多数の島で運営し、7-9年生までのパラオ中学校を開校し、職業教育プログラムのカリキュラムを提供した。パラオは1947年に太平洋諸島信託統治領の一部として国連の後援を受けて正式にアメリカに施政権が渡され、1962年にはアメリカの信託統治者が教育制度を拡張して10-12年生が追加された。小学校が1-9学年となり、中学校の建物はパラオ高校に変わり、高学年の生徒に学業と職業のカリキュラムを組み合わせて提供した。
新しい建物が完成したのは1960年代後半から1970年代半ばのことで、その時期には太平洋諸島信託統治領内で米国の信託統治者によって他の公共施設がいくつか建設されていた。1982年に自由連合盟約に参加したパラオは、自身の教育システムの責任を負うようになり、1994年に独立したときに完全に管理するようになった。
2019年現在、小学校は8年間（6-13歳）、高校は4年間（14-17）の計12年間が義務教育となっている。
正規科目として日本語教育が行われており、観光科では必須科目となっている。